# کلاریس فلپس
کلاریس فلپس (نام پیشین سالون؛ انگلیسی: Clarice Phelps؛ زادهٔ ۱۹۸۱) یک شیمی‌دان هسته‌ای آمریکایی است که در زمینه فرآوری عناصر پرتوزای ترانس‌اورانیک در آزمایشگاه ملی اوک ریج (ORNL) متعلق به وزارت انرژی ایالات متحده تحقیق می‌کند. او عضو تیم ORNL بود که با مؤسسه مشترک تحقیقات هسته‌ای برای کشف تنسین (عنصر ۱۱۷) همکاری کرد. اتحادیه بین‌المللی شیمی محض و کاربردی (IUPAC) او را به‌عنوان نخستین زن آفریقایی‌تبار آمریکایی که در کشف یک عنصر شیمیایی مشارکت داشته، به رسمیت شناخته است.
فلپس پیش‌تر در برنامه نیروی هسته‌ای نیروی دریایی ایالات متحده خدمت می‌کرد. در ORNL، فلپس برنامه‌هایی را در بخش فناوری چرخه سوخت و ایزوتوپ وزارت انرژی مدیریت می‌کند که در آن کاربردهای صنعتی نیکل-۶۳ و سلنیوم-۷۵ مورد بررسی قرار می‌گیرد.

## زندگی اولیه و تحصیلات
کلاریس فلپس در ایالت تنسی آمریکا بزرگ شد. علاقه او به شیمی از دوران کودکی و زمانی آغاز شد که مادرش یک میکروسکوپ و یک کیت علمی مبتنی بر دایرةالمعارف به او هدیه داد. علاقه‌اش بعدها با تشویق معلمان علوم در دبیرستان تقویت شد. او فارغ‌التحصیل پروژه و گروه توسعه آبی تنسی، یک سازمان غیرانتفاعی برای جوانان در معرض خطر است. فلپس در سال ۲۰۰۳ مدرک لیسانس شیمی را از دانشگاه ایالتی تنسی دریافت کرد.
بین سال‌های ۲۰۱۶ تا ۲۰۲۰، فلپس مدرک کارشناسی ارشد مهندسی مکانیک را از طریق برنامه شیمی هسته‌ای و پرتوی در دانشگاه تگزاس در آستین کسب کرد. تا سال ۲۰۲۱، او دانشجوی دکترای مهندسی هسته‌ای در دانشگاه تنسی بود.

## حرفه

### نیروی دریایی ایالات متحده
فلپس در دوران دانشگاه با مشکلات تحصیلی روبه‌رو بود. پس از فارغ‌التحصیلی و ناتوانی در یافتن شغل، به نیروی دریایی ایالات متحده پیوست. او در مدرسه نیروی هسته‌ای نیروی دریایی ثبت‌نام کرد، جایی که به گفته خودش یادگرفت «چگونه مطالعه کند». فلپس به تحصیل در زمینه نیروگاه هسته‌ای، نظریه راکتور و ترمودینامیک پرداخت و در میان ۳۰۰ تا ۴۰۰ دانشجوی آن دوره، جزو ۱۰ درصد برتر فارغ‌التحصیلان بود. فلپس در سال ۲۰۱۹ در مصاحبه‌ای گفت که به‌دلیل کمبود زنان سیاه‌پوست در حوزه شیمی هسته‌ای، به این زمینه علاقه‌مند شد و اظهار داشت: «آن‌ها باید کسی مثل من را ببینند که در همان فضاهایی حضور دارد که آن‌ها هستند و در همان فضا موفق عمل می‌کند.»

### آزمایشگاه ملی اوک ریج
پس از خدمت در نیروی دریایی، فلپس در شرکت ابزارهای شیمیایی کوله پارمر در شیکاگو، ایلی‌نوی مشغول به کار شد، اما به دلیل سردی هوای شیکاگو، یک سال بعد به تنسی بازگشت. در ژوئن ۲۰۰۹، فلپس به آزمایشگاه ملی اوک ریج پیوست. او کار خود را به‌عنوان یک تکنسین آغاز کرد و سپس به‌عنوان همکار پژوهشی و مدیر برنامه ارتقاء یافت. فلپس در مدیریت برنامه‌های ایزوتوپ‌های صنعتی نیکل-۶۳ و سلنیوم-۷۵ در مدیریت علوم و مهندسی هسته‌ای فعالیت دارد. او به‌عنوان عضوی از گروه پردازش مواد هسته‌ای اوک ریج، در میان کارکنان تحقیق و توسعه مشغول به‌کار است و با ایزوتوپ‌های سنگین‌تر از اورانیم که عمدتاً از طریق ترانس‌موتاسیون هسته‌ای تولید می‌شوند، کار می‌کند. او همچنین عضو گروه ایزوتوپ‌های پزشکی، صنعتی و پژوهشی است و در آنجا بر روی عناصر اکتی‌نیم، لانتان، اروپیم و ساماریوم تحقیق می‌کند.
فلپس در کشف دومین عنصر سنگین شناخته‌شده، تنسین (عنصر ۱۱۷) نقش داشت. او بخشی از فرایند سه‌ماهه برای تصفیه ۲۲ میلی‌گرم برکلیم-۲۴۹ بود که به مؤسسه مشترک تحقیقات هسته‌ای ارسال شد و در آنجا با کلسیم-۴۸ در یک واکنش همجوشی ترکیب شد تا عنصر تنسین تولید گردد.